# NGC 3184
NGC 3184 je spirální galaxie v souhvězdí Velké medvědice. Objevil ji William Herschel 18. března 1787.

## Pozorování
Tato galaxie leží 0,75° západně od hvězdy Tania Australis (μ UMa), která má hvězdnou velikost 3,1. Má úhlovou velikost asi 7′ a jako drobná kulatá mlhavá skvrna je vidět i menším hvězdářským dalekohledem. Náznaky spirální struktury ukáže až velký hvězdářský dalekohled.

## Vlastnosti
Odhady vzdálenosti této galaxie se velmi různí v rozsahu od 25 do 55 milionů světelných let. Dvě jasnější oblasti v galaxii, které odpovídají oblastem ionizovaného vodíku, dostaly v katalogu New General Catalogue vlastní označení NGC 3180 a NGC 3181.

## Supernovy
V této galaxii bylo pozorováno několik supernov: SN 1999gi typu II s magnitudou 14,5, SN 1937F s magnitudou 13,5 a dvě supernovy v roce 1921 označené SN 1921B (magnituda 13,5) a SN 1921C (magnituda 11). Událost označená SN 2010dn bylo pouze vzplanutí obří modré proměnné hvězdy.